# 1277年拜占庭-威尼斯條約
1277年拜占庭-威尼斯條約是拜占庭帝國和威尼斯共和國之間達成的一項協議，該協議對兩國之前 1268 年簽訂的條約進行了重新談判並將其延長兩年。 該協議對雙方都有利：拜占庭皇帝米海爾八世阻止威尼斯人和他們的艦隊參與安茹的查理組織反拜占庭十字軍的企圖，而威尼斯人則能夠保留進入拜占庭市場的機會， 甚至通過直接進入黑海以及在君士坦丁堡和塞薩洛尼卡擁有自己的住所的權利來增強他們的貿易特權。 此外，他們能夠阻止拜占庭重新征服愛琴海與威尼斯結盟的領土，儘管該條約明確允許雙方繼續爭奪優卑亞島的控制權。 然而該協議的期限很短，這清楚地表明，對於雙方來說，這只是暫時的權宜之計。 條約到期後，威尼斯人與安茹的查理結盟，但他們的計劃因 1282 年西西里晚禱戰爭的爆發而受阻，迫使威尼斯於 1285 年再次與拜占庭人恢復和平。